# 索博列夫不等式
在数学分析中有一类关于索博列夫空间中的范数的索博列夫不等式（英語：Sobolev inequality; 俄语：Соболев неравенство）。 这些不等式可以用于证明索博列夫嵌入定理，给出某些索博列夫空间的包含关系。而Rellich-Kondrachov定理指出在稍强的条件下，一些索博列夫空间可以被紧嵌入到另一个空间。这类不等式得名于苏联数学家谢尔盖·利沃维奇·索博列夫。

## 索博列夫嵌入定理
令W k,p(Rn)表示包含Rn上所有满足前k阶弱导数属于Lp的实值函数的索博列夫空间。其中k是非负整数且有1 ≤ p < ∞。索博列夫嵌入定理的第一部分指出如果 k > ℓ且1 ≤ p < q < ∞满足(k − ℓ)p < n和
{\displaystyle {\frac {1}{q}}={\frac {1}{p}}-{\frac {k-\ell }{n}},}
那么
解析失败 (SVG（MathML可通过浏览器插件启用）：从服务器“http://localhost:6011/zh.wikipedia.org/v1/”返回无效的响应（“Math extension cannot connect to Restbase.”）：): {\displaystyle W^{k,p}(\mathbf{R}^n)\subseteq W^{\ell,q}(\mathbf{R}^n)}

并且该嵌入连续。在k = 1且ℓ = 0的特殊情形，索博列夫嵌入定理给出
解析失败 (SVG（MathML可通过浏览器插件启用）：从服务器“http://localhost:6011/zh.wikipedia.org/v1/”返回无效的响应（“Math extension cannot connect to Restbase.”）：): {\displaystyle W^{1,p}(\mathbf{R}^n) \subseteq L^{p^*}(\mathbf{R}^n)}

其中p∗是p的索博列夫共轭，如下给出
解析失败 (SVG（MathML可通过浏览器插件启用）：从服务器“http://localhost:6011/zh.wikipedia.org/v1/”返回无效的响应（“Math extension cannot connect to Restbase.”）：): {\displaystyle \frac{1}{p^*} = \frac{1}{p} - \frac{1}{n}.}

这个索博列夫嵌入定理的特例可由Gagliardo–Nirenberg–索博列夫不等式直接得出。
索博列夫嵌入定理的第二部分用于嵌入到Hölder空间C r,α(Rn)。如果(k − r − α)/n = 1/p其中α ∈ (0, 1)，则有嵌入
解析失败 (SVG（MathML可通过浏览器插件启用）：从服务器“http://localhost:6011/zh.wikipedia.org/v1/”返回无效的响应（“Math extension cannot connect to Restbase.”）：): {\displaystyle W^{k,p}(\mathbf{R}^n)\subset C^{r,\alpha}(\mathbf{R}^n).}

索博列夫嵌入的这个部分可由Morrey不等式直接得出。直观的说，这种包含关系表示足够高阶的弱导数存在性意味着一些经典导数的连续性。

### 推广
索博列夫嵌入定理对于有其他适当定义域M的索博列夫空间W k,p(M)也成立。特别的，索博列夫嵌入的两个部分在满足下列条件时成立
- M是Rn上有利普希茨边界（Lipschitz boundary）的有界开集（或者边界满足锥条件[3]）
- M是紧黎曼流形
- M是有利普希茨边界的紧带边黎曼流形
- M是满足单射半径δ > 0且截面曲率有界的完备黎曼流形。

### Kondrachov嵌入定理
在有C1边界的紧流形上，Kondrachov嵌入定理指出如果k > ℓ且k − n/p > ℓ − n/q则索博列夫嵌入
解析失败 (SVG（MathML可通过浏览器插件启用）：从服务器“http://localhost:6011/zh.wikipedia.org/v1/”返回无效的响应（“Math extension cannot connect to Restbase.”）：): {\displaystyle W^{k,p}(M)\subset W^{\ell,q}(M)}

是全连续（紧）的。

## Gagliardo–Nirenberg–索博列夫不等式
假设u是Rn上拥有紧支集的连续可微实值函数。对于1 ≤ p < n存在常数C只依赖于n和p使得
解析失败 (SVG（MathML可通过浏览器插件启用）：从服务器“http://localhost:6011/zh.wikipedia.org/v1/”返回无效的响应（“Math extension cannot connect to Restbase.”）：): {\displaystyle \|u\|_{L^{p^*}(\mathbf{R}^n)}\leq C \|Du\|_{L^{p}(\mathbf{R}^n)}.}

其中1/p* = 1/p - 1/n。解析失败 (SVG（MathML可通过浏览器插件启用）：从服务器“http://localhost:6011/zh.wikipedia.org/v1/”返回无效的响应（“Math extension cannot connect to Restbase.”）：): {\displaystyle  1< p < n }
的情形由索博列夫给出， 解析失败 (SVG（MathML可通过浏览器插件启用）：从服务器“http://localhost:6011/zh.wikipedia.org/v1/”返回无效的响应（“Math extension cannot connect to Restbase.”）：): {\displaystyle   p =1 }
的情形由Gagliardo和Nirenberg独立给出。Gagliardo–Nirenberg–索博列夫不等式可以直接导出索博列夫嵌入
解析失败 (SVG（MathML可通过浏览器插件启用）：从服务器“http://localhost:6011/zh.wikipedia.org/v1/”返回无效的响应（“Math extension cannot connect to Restbase.”）：): {\displaystyle W^{1,p}(\mathbf{R}^n) \sub L^{p^*}(\mathbf{R}^n).}

Rn上其他阶的嵌入可由适当的迭代得到。

## Hardy–Littlewood–索博列夫引理
索博列夫给出的索博列夫嵌入定理的最初的证明基于如下定理，有时被称为Hardy–Littlewood–索博列夫分数次积分定理。一个等价陈述被称为索博列夫引理。
令0 < α < n且1 < p < q < ∞。令Iα = (−Δ)−α/2是 Rn上的Riesz势。那么，对于q如下定义
解析失败 (SVG（MathML可通过浏览器插件启用）：从服务器“http://localhost:6011/zh.wikipedia.org/v1/”返回无效的响应（“Math extension cannot connect to Restbase.”）：): {\displaystyle q = \frac{pn}{n-\alpha p}}

存在常数C只依赖于p使得
解析失败 (SVG（MathML可通过浏览器插件启用）：从服务器“http://localhost:6011/zh.wikipedia.org/v1/”返回无效的响应（“Math extension cannot connect to Restbase.”）：): {\displaystyle \left \|I_\alpha f \right \|_q \le C \|f\|_p.}

如果p = 1，则有两个替代估计。第一个是更经典的弱估计：
解析失败 (SVG（MathML可通过浏览器插件启用）：从服务器“http://localhost:6011/zh.wikipedia.org/v1/”返回无效的响应（“Math extension cannot connect to Restbase.”）：): {\displaystyle m \left \{x : \left |I_\alpha f(x) \right | > \lambda \right \} \le C \left( \frac{\|f\|_1}{\lambda} \right )^q,}

其中1/q = 1 − α/n。另一个估计是
解析失败 (SVG（MathML可通过浏览器插件启用）：从服务器“http://localhost:6011/zh.wikipedia.org/v1/”返回无效的响应（“Math extension cannot connect to Restbase.”）：): {\displaystyle \left \|I_\alpha f \right \|_q \le C \|Rf\|_1,}

解析失败 (SVG（MathML可通过浏览器插件启用）：从服务器“http://localhost:6011/zh.wikipedia.org/v1/”返回无效的响应（“Math extension cannot connect to Restbase.”）：): {\displaystyle \frac{1}{p^*} = \frac{1}{p} - \frac{1}{n}.}

其中解析失败 (SVG（MathML可通过浏览器插件启用）：从服务器“http://localhost:6011/zh.wikipedia.org/v1/”返回无效的响应（“Math extension cannot connect to Restbase.”）：): {\displaystyle  Rf }
是向量值Riesz变换。Riesz变换的有界性意味着一族不等式可由上述不等式统一表达。
Hardy–Littlewood–索博列夫引理导出索博列夫嵌入本质上是利用Riesz变换和Riesz势的关系。

## Morrey不等式
假设n < p ≤ ∞。存在常数C只依赖于p和n，使得
解析失败 (SVG（MathML可通过浏览器插件启用）：从服务器“http://localhost:6011/zh.wikipedia.org/v1/”返回无效的响应（“Math extension cannot connect to Restbase.”）：): {\displaystyle \|u\|_{C^{0,\gamma}(\mathbf{R}^n)}\leq C \|u\|_{W^{1,p}(\mathbf{R}^n)}}

解析失败 (SVG（MathML可通过浏览器插件启用）：从服务器“http://localhost:6011/zh.wikipedia.org/v1/”返回无效的响应（“Math extension cannot connect to Restbase.”）：): {\displaystyle W^{k,p}(\mathbf{R}^n)\subset C^{r,\alpha}(\mathbf{R}^n).}

对所有u ∈ C1(Rn) ∩ Lp(Rn)，其中
解析失败 (SVG（MathML可通过浏览器插件启用）：从服务器“http://localhost:6011/zh.wikipedia.org/v1/”返回无效的响应（“Math extension cannot connect to Restbase.”）：): {\displaystyle \gamma=1-\frac{n}{p}.}

因此如果u ∈ W 1,p(Rn)，则u在一个零测集上重新定义后，实际上为指数γ的Hölder连续。
一个类似的结果在带有C1边界的有界定义域U上成立。此时，
解析失败 (SVG（MathML可通过浏览器插件启用）：从服务器“http://localhost:6011/zh.wikipedia.org/v1/”返回无效的响应（“Math extension cannot connect to Restbase.”）：): {\displaystyle \|u\|_{C^{0,\gamma}(U)}\leq C \|u\|_{W^{1,p}(U)}}

其中常数C现在依赖于n, p和U。这一不等式可由前一不等式利用从W 1,p(U)到W 1,p(Rn)的保范延拓得到。

## 一般索博列夫不等式
令U为Rn上带有C1边界的有界开集。（U也可以无界，但这种情况下，它的边界如果存在，则必须是充分好的。）假设u ∈ W k,p(U)，考虑两种情况：

### k<n/p
这时u ∈ Lq(U)，其中
解析失败 (SVG（MathML可通过浏览器插件启用）：从服务器“http://localhost:6011/zh.wikipedia.org/v1/”返回无效的响应（“Math extension cannot connect to Restbase.”）：): {\displaystyle \frac{1}{q}=\frac{1}{p}-\frac{k}{n}.}

有估计
解析失败 (SVG（MathML可通过浏览器插件启用）：从服务器“http://localhost:6011/zh.wikipedia.org/v1/”返回无效的响应（“Math extension cannot connect to Restbase.”）：): {\displaystyle \|u\|_{L^q(U)}\leq C \|u\|_{W^{k,p}(U)}}
,
常数C只依赖于k, p, n和U。

### k>n/p
这里u属于Hölder空间，更精确的：
解析失败 (SVG（MathML可通过浏览器插件启用）：从服务器“http://localhost:6011/zh.wikipedia.org/v1/”返回无效的响应（“Math extension cannot connect to Restbase.”）：): {\displaystyle  u \in C^{k-\left[\frac{n}{p}\right]-1,\gamma}(U),}

其中
解析失败 (SVG（MathML可通过浏览器插件启用）：从服务器“http://localhost:6011/zh.wikipedia.org/v1/”返回无效的响应（“Math extension cannot connect to Restbase.”）：): {\displaystyle \gamma = \begin{cases} \left[\frac{n}{p}\right]+1-\frac{n}{p} & \frac{n}{p} \notin \mathbf{Z} \\ \text{any element in } (0, 1) & \frac{n}{p} \in \mathbf{Z} \end{cases}}

有估计
解析失败 (SVG（MathML可通过浏览器插件启用）：从服务器“http://localhost:6011/zh.wikipedia.org/v1/”返回无效的响应（“Math extension cannot connect to Restbase.”）：): {\displaystyle \|u\|_{C^{k-\left[\frac{n}{p}\right]-1,\gamma}(U)}\leq C \|u\|_{W^{k,p}(U)},}

常数C只依赖于k, p, n, γ和U。

## p=n, k=1情形
如果解析失败 (SVG（MathML可通过浏览器插件启用）：从服务器“http://localhost:6011/zh.wikipedia.org/v1/”返回无效的响应（“Math extension cannot connect to Restbase.”）：): {\displaystyle u\in W^{1,n}(\mathbf{R}^n)}
，则u是有界平均振动函数且有
解析失败 (SVG（MathML可通过浏览器插件启用）：从服务器“http://localhost:6011/zh.wikipedia.org/v1/”返回无效的响应（“Math extension cannot connect to Restbase.”）：): {\displaystyle \|u\|_{BMO} \leq C \|Du\|_{L^n(\mathbf{R}^n)},}

对于某个常数C只依赖于n。这个估计是庞加莱不等式的推论。

## 纳什不等式
纳什不等式，由约翰·纳什引入，指出存在一个常数C > 0，满足对所有u ∈ L1(Rn) ∩ W 1,2(Rn),
解析失败 (SVG（MathML可通过浏览器插件启用）：从服务器“http://localhost:6011/zh.wikipedia.org/v1/”返回无效的响应（“Math extension cannot connect to Restbase.”）：): {\displaystyle \|u\|_{L^2(\mathbf{R}^n)}^{1+2/n} \leq C\|u\|_{L^1(\mathbf{R}^n)}^{2/n} \| Du\|_{L^2(\mathbf{R}^n)}.}

这个不等式由傅立叶变换的基本性质导出。实际上，在半径为ρ的球的补集上的积分，
| 解析失败 (SVG（MathML可通过浏览器插件启用）：从服务器“http://localhost:6011/zh.wikipedia.org/v1/”返回无效的响应（“Math extension cannot connect to Restbase.”）：): {\displaystyle \int_{\|x\|\ge\rho} \left \|\hat{u}(x) \right \|^2\,dx \le \int_{\|x\|\ge\rho} \frac{\|x\|^2}{\rho^2} \left \|\hat{u}(x) \right \|^2\,dx\le \rho^{-2}\int_{\mathbf{R}^n}\|D u\|^2\,dx} |  | 1 |

由帕塞瓦尔定理。另一方面，有
解析失败 (SVG（MathML可通过浏览器插件启用）：从服务器“http://localhost:6011/zh.wikipedia.org/v1/”返回无效的响应（“Math extension cannot connect to Restbase.”）：): {\displaystyle |\hat{u}| \le \|u\|_{L^1}}

，在半径为ρ的球上的积分给出
| 解析失败 (SVG（MathML可通过浏览器插件启用）：从服务器“http://localhost:6011/zh.wikipedia.org/v1/”返回无效的响应（“Math extension cannot connect to Restbase.”）：): {\displaystyle \int_{\|x\|\le\rho} \|\hat{u}(x)\|^2\,dx \le \rho^n\omega_n \\|u\\|_{L^1}^2} |  | 2 |

其中ωn是n维球的体积。选择ρ最小化(1)和(2)的和，再次使用帕塞瓦尔定理：
解析失败 (SVG（MathML可通过浏览器插件启用）：从服务器“http://localhost:6011/zh.wikipedia.org/v1/”返回无效的响应（“Math extension cannot connect to Restbase.”）：): {\displaystyle \|\hat{u}\|_{L^2} = \|u\|_{L^2}}

给出不等式。
在n = 1的特殊情形，纳什不等式可以扩展到Lp情形，此时是Gagliardo-Nirenberg-索博列夫不等式的推广。实际上，如果I是有界区间，则对所有1 ≤ r < ∞和所有1 ≤ q ≤ p < ∞如下不等式成立
解析失败 (SVG（MathML可通过浏览器插件启用）：从服务器“http://localhost:6011/zh.wikipedia.org/v1/”返回无效的响应（“Math extension cannot connect to Restbase.”）：): {\displaystyle \| u\|_{L^p(I)}\le C\| u\|^{1-a}_{L^q(I)} \|u\|^a_{W^{1,r}(I)},}

其中
解析失败 (SVG（MathML可通过浏览器插件启用）：从服务器“http://localhost:6011/zh.wikipedia.org/v1/”返回无效的响应（“Math extension cannot connect to Restbase.”）：): {\displaystyle a\left(\frac{1}{q}-\frac{1}{r}+1\right)=\frac{1}{q}-\frac{1}{p}.}